# Габриел Есперанса
Габриел Есперанса (на ладино: Gabriel Esperanssa, Esperanza, Esperança) е еврейски духовник (равин) и писател от XVII век в Османската империя.

## Биография
Габриел Есперанса е роден в Солун, Османската империя. Остава сирак и е осиновен от вдовица, която му дава името Есперанса. Учи в Солун при Даниел Еструмса, като съученик му е Давид Конфорте. Есперанса е изключително добър ученик и талмудист.
Заминава за Сафед, където е начело на възстановяването на еврейската община след клането от 1660 година. В Сафед се запознава с Йонатан Галанте. Есперанса е ревностен и догматичен и влиза в спор с египетския равин Мордехай бен Юда Халеви. Служи в Сафедското равинство в 1677 година и може би става главен равин на Сафед. Есперанса е един от четиримата, избрани от Цариградското равинство да разследват пророческите твърдения на Натан Газки.
Габриел Есперанса оставя няколко творби, но само collectanea към Тората е публикувана. Няколко от неговите отговори са оцелели в цитати.